# Neil deGrasse Tyson
Neil deGrasse Tyson (ur. 5 października 1958 w Nowym Jorku) – amerykański astrofizyk i popularyzator nauki, dyrektor Hayden Planetarium przy Amerykańskim Muzeum Historii Naturalnej na nowojorskim Manhattanie; popularyzował naukę jako prezenter telewizyjny i autor książek.

## Działalność
Tyson prowadził trzy edukacyjne programy telewizyjne:
- NOVA ScienceNow, nadawany w latach 2006–2011 przez amerykańską stację PBS;
- Cosmos: A Spacetime Odyssey – duchowy spadkobierca serialu Cosmos: A Personal Voyage, nadawanego w 1980 roku na antenie PBS, prowadzonego przez Carla Sagana;
- Cosmos: Possible Worlds – kontynuacja powyższego programu, wyemitowana w 2020 roku[2][3].

Gościł w programach telewizyjnych The Daily Show, The Colbert Report oraz Real Time with Bill Maher.
W 2009 roku otworzył cotygodniową audycję radiową StarTalk.
Pojawiał się też w filmach i serialach:
- w 2008 roku wystąpił w 16 odcinku 5 sezonu serialu Gwiezdne wrota: Atlantyda;
- w 2015 roku ukazał się w 9 odcinku 3 sezonu serialu Brooklyn 9-9[4];
- w 2016 roku pojawił się w filmie Zoolander 2[5];
- w 2018 roku pojawił się gościnnie w siódmym odcinku czwartego sezonu[6] oraz pierwszym odcinku dwunastego sezonu serialu The Big Bang Theory. W tych przypadkach były to tzw. występy cameo;
- w 2019 roku wystąpił w odcinku Stacja kosmiczna Scooby! serialu animowanego Scooby Doo i... zgadnij kto? jako on sam (głos)[7].

## Upamiętnienie
Od jego nazwiska pochodzi nazwa planetoidy (13123) Tyson.

## Publikacje książkowe
1. 1989: Merlin's Tour of the Universe;
  - 2002: Wędrówki z Merlinem po Wszechświecie. Przewodnik dla ciekawych wszystkiego od Marsa i kwazarów do planet i wilkołaków, tłum. Stanisław Bajtlik, Piotr Amsterdamski, Prószyński i S-ka, ISBN 83-7337-171-0.
2. 1994: Universe Down to Earth
3. 1998: Just Visiting This Planet
4. 2000: One Universe: At Home in the Cosmos
5. 2000: Cosmic Horizons: Astronomy at the Cutting Edge
6. 2002: City of Stars: A New Yorker's Guide to the Cosmos
7. 2003: My Favorite Universe (12-tomowa seria)
8. Origins: Fourteen Billion Years of Cosmic Evolution, współautor: Donald Goldsmith;
  - 2007: Wielki początek. 14 miliardów lat kosmicznej ewolucji, tłum. Piotr Rączka, Prószyński, ISBN 978-83-7469485-8.
9. 2004: The Sky Is Not the Limit: Adventures of an Urban Astrophysicist
10. 2007: Death by Black Hole and Other Cosmic Quandaries;
  - 2018: Kosmiczne zachwyty, tłum. Dominika Braithwaite, Insignis Media, ISBN 978-83-6607143-8.
  - 2019: Kosmiczne rozterki, tłum. Jacek Bieroń, Insignis, ISBN 978-83-6636046-4.
  - 2021: Kosmiczne zachwyty i rozterki, tłum. Jacek Bieroń, Dominika Braithwaite, Jeremi K. Ochab, Insignis, ISBN 978-83-6687343-8.
11. 2009: The Pluto Files: The Rise and Fall of America's Favorite Planet
12. 2012: Space Chronicles: Facing the Ultimate Frontier
13. Welcome to the Universe: An Astrophysical Tour, współautorzy: J. Richard Gott, Michael A. Strauss;
  - 2016: Witamy we Wszechświecie. Podróż astrofizyczna, tłum. Jacek Bieroń, Zysk i S-ka, ISBN 978-83-8116502-0.
14. Astrophysics for People in a Hurry
  - 2019: Astrofizyka dla zabieganych, tłum. Jeremi Kazimierz Ochab, Insignis, ISBN 978-83-6574353-4.
15. Astrophysics for Young People in a Hurry
  - 2019: Astrofizyka dla młodych zabieganych, tłum. Jeremi Kazimierz Ochab, Insignis, ISBN 978-83-6636047-1.
16. 2018: Accessory to War: The Unspoken Alliance Between Astrophysics and the Military.
17. Letters from an Astrophysicist
  - 2020: Listy od astrofizyka, tłum. Jakub Radzimiński, Insignis, ISBN 978-83-6657554-7.
18. Cosmic Queries: StarTalk's Guide to Who We Are, How We Got Here, and Where We're Going, współautor: James Trefil;
  - 2021: Pytania z Kosmosu. Kim jesteśmy, skąd się wzięliśmy i dokąd zmierzamy, tłum. Jacek Sikora, wyd. Słowne, ISBN 978-83-8053908-2.
19. Starry Messenger: Cosmic Perspectives on Civilization.
  - Gwiezdny posłaniec. Nasza cywilizacja z perspektywy kosmicznej, tłum. Jakub Radzimiński, ISBN 978-83-67710-98-5.